# Parada de Rubiales
Parada de Rubiales é um município da Espanha na província de Salamanca, comunidade autónoma de Castela e Leão, de área 31,59 km² com população de 340 habitantes (2007) e densidade populacional de 10,30 hab/km².

## Demografia
| Variação demográfica do município entre 1991 e 2004 | Variação demográfica do município entre 1991 e 2004 | Variação demográfica do município entre 1991 e 2004 | Variação demográfica do município entre 1991 e 2004 |
| --------------------------------------------------- | --------------------------------------------------- | --------------------------------------------------- | --------------------------------------------------- |
| 1991                                                | 1996                                                | 2001                                                | 2004                                                |
| 403                                                 | 363                                                 | 352                                                 | 324                                                 |